# Vadstena gamla teater

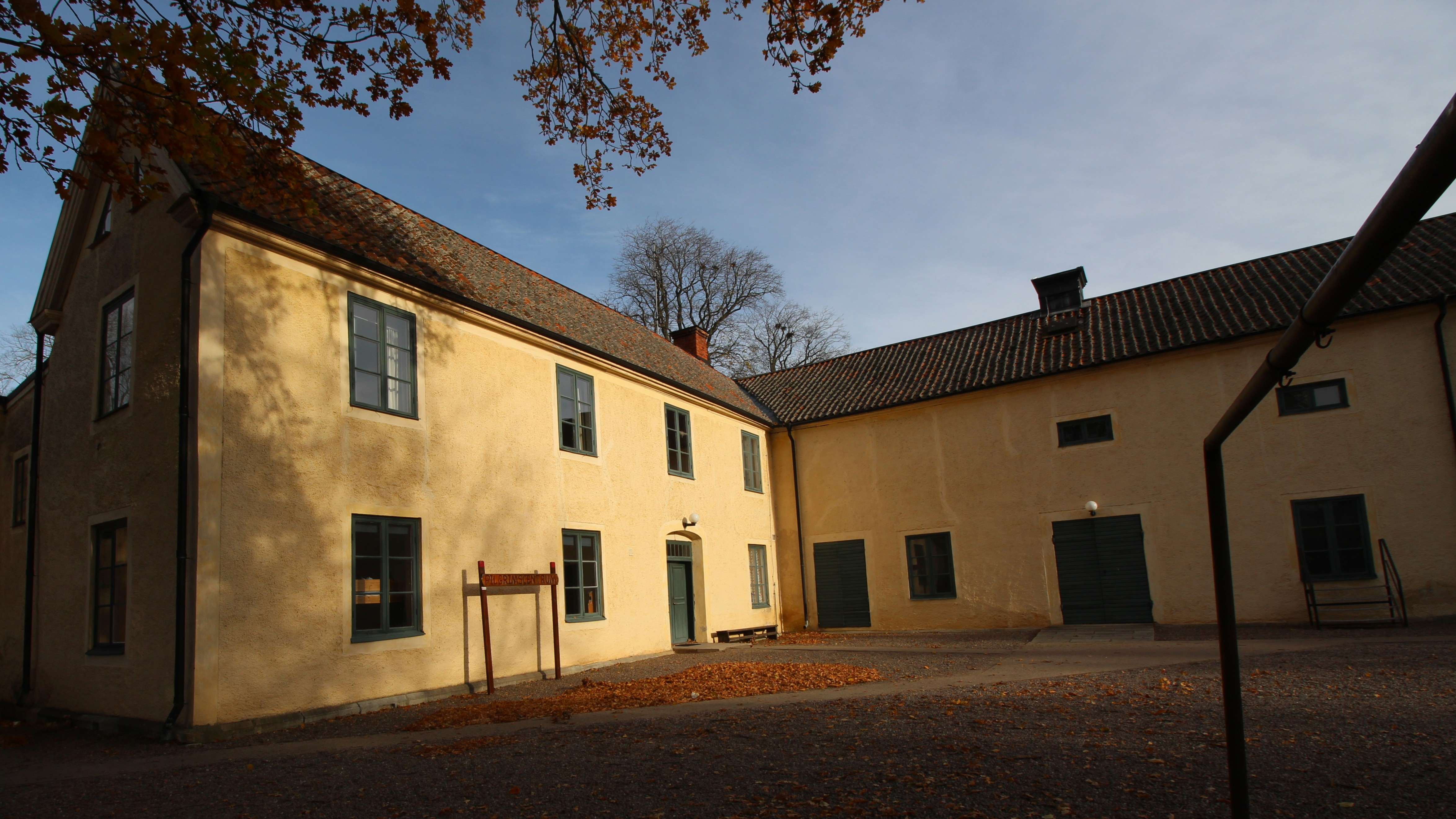
Gamla teatern från väster. Klostergatan 7, Vadstena.

Vadstena gamla teater i Vadstena, Östergötland, byggdes 1825 och är Sveriges äldsta bevarade privatbyggda landsortsteater. Efter en ombyggnation 1847 är den bevarad intakt. Salongen har två läktare, vilka pryds av på ena sidan gudar och hjältar ur den klassiska mytologin och på den andra de fria konsternas och vetenskapernas beskyddare.

## Historik
Teatern byggdes innanför den medeltida klostermuren i det som tidigare var klosterbrödernas aplagård.
På platsen uppförde kronoinspektören Olof Regnstrand en ensemblesalong för baler och teaterföreställningar 1825. Den första föreställning som visades här var Korsfararna av August von Kotzebue. Samma år framträdde Emelie Högqvist på scenen. Efter Olof Regnstrands död 1829 fullföljdes planerna på en riktig teatersalong av sonen Olof Ulrich Regnstrand. Denne byggde även till en bostadsdel. Den nuvarande teatersalongen tillkom 1847.
1879 stängdes teatern på grund av eldfaran. Den sista föreställningen var Värmlänningarna av Fredrik August Dahlgren och Andreas Randel. Efter en tid som vedbod och magasin restaurerades lokalen 1940. 1986 restaurerades teatern på nytt.

### Nutid
Ridån är en kopia av originalet, vilken numera finns i drabantsalen på Vadstena slott. Ridån har en central bild som enligt traditionen föreställer Bellman som Bacchus.
Internationella Vadstena-Akademien har spelat opera i Gamla teatern sedan 1960-talet.
Teatern ingår i det nordiska avsnittet av Europavägen historiska teatrar.